# Řezník

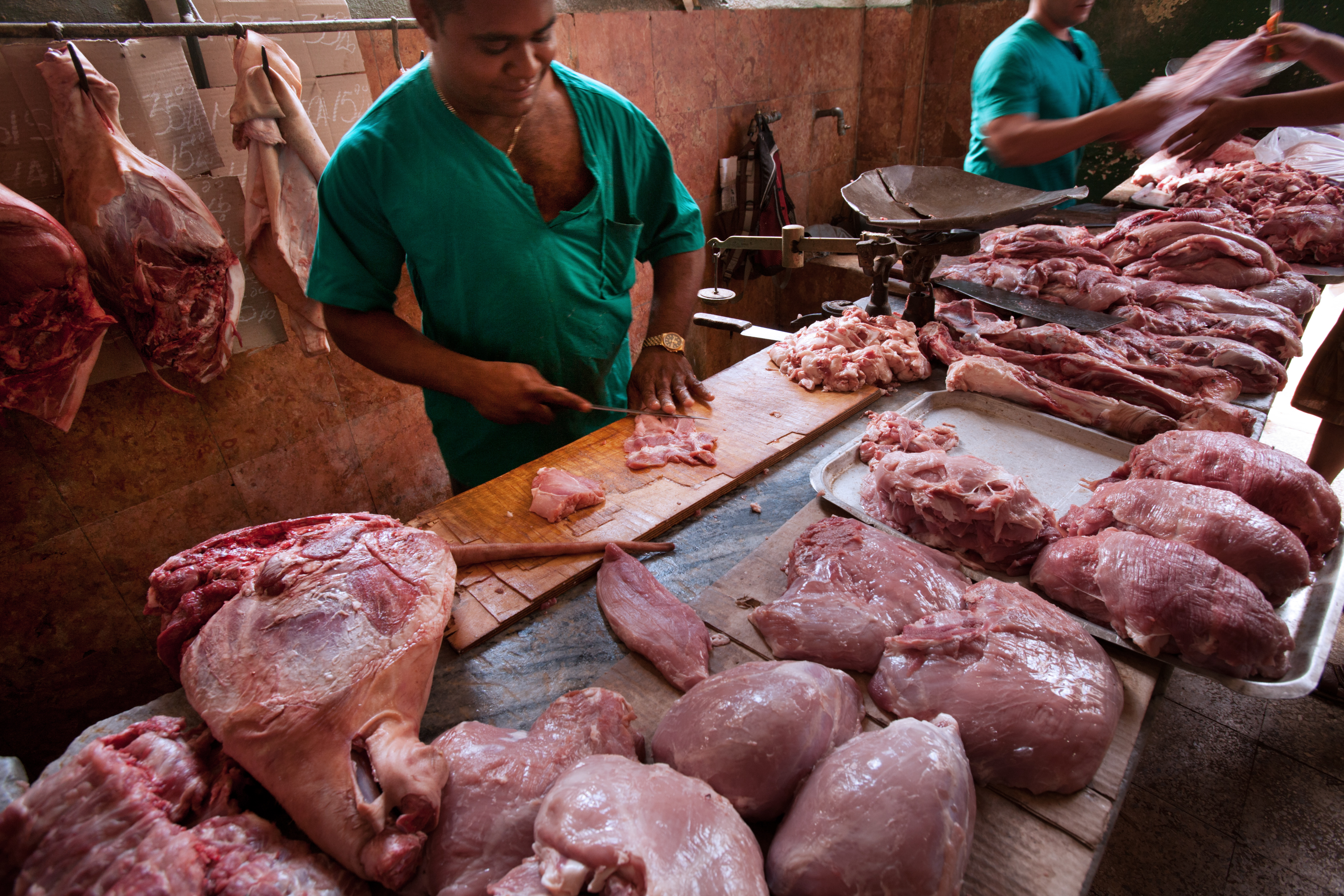
Řezník při práci

Řezník je osoba zabývající se porážkou, bouráním a porcováním jatečných zvířat, dále pak zpracováním a úpravou jejich masa a vnitřností. Řezník užívá pracovní nástroje, jimiž jsou nejčastěji nůž, palice, sekera – širočina, dnes také motorová pila.
Prodejna, ve které řezník prodává maso a další zboží (zejména uzeniny), se nazývá řeznictví. Příbuznou profesí je uzenář.

## Historie

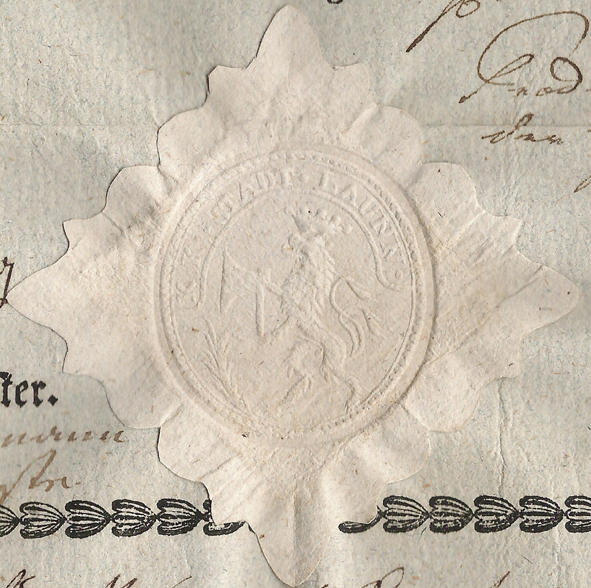
Pečeť řezníků v Lounech (1824)

### Nejstarší zmínky
Zmínky o řeznících se nacházejí již v klínopisných textech staré Mezopotámie.

### Evropa a české země
Ve středověké Evropě se řezníci ve městech sdružovali do cechů a jejich znakem byla sekera – širočina. Zikmund Winter uvedl zmínku o pražských řeznících (spolu s kožešníky a pekaři) již z roku 1308 a usoudil, že vzhledem k počtu mohli již tehdy být sdruženi. Cech řezníků v Praze byl prvním ze všech, byl založen roku 1312.[zdroj?]

### Symbol
Původní symbol řezníků – bílý jednoocasý lev v červeném poli je zmiňován již v tzv. Soběslavských právech (domnělá práva udělená údajně Soběslavem II., skutečný vznik okolo roku 1440). Podle nich byl na líci řeznické korouhve vyobrazen tento lev, zatímco na rubu dva ozbrojenci sekající bránu (připomínka pomoci pražských řezníků Janu Lucemburskému v roce 1310). Císař Zikmund potvrdil užívání lva, nyní dvouocasého, před rokem 1488 byl tento lev vylepšen o zlatou korunu a drápy. Počátkem 17. století se objevoval tento lev se širočinou, i když oficiálně byl takto znak doplněn až v 18. století.

### Zánik řemesla
Konec tradičního řemesla se datuje do 50. až 60. let 20. století, pozdější řeznická výroba se soustředila do masokombinátů. Tradiční řemeslné postupy se zachovávají u domácích zabijaček.